# Kleiner Kemtschug
Der Kleine Kemtschug (russisch Малый Кемчуг, Maly Kemtschug) ist ein etwa 288 km langer rechter Nebenfluss des Kemtschug in Westsibirien in der russischen Region Krasnojarsk. Er ist nicht zu verwechseln mit dem gleichnamigen, wesentlich kleineren, linken Nebenfluss des Kemtschug.

## Verlauf
Der Flusslauf liegt am Südostrand des Westsibirischen Tieflands in den Rajons Jemeljanowski und Bolschemurtinski. Der Kleine Kemtschug entspringt knapp 20 km westnordwestlich von Diwnogorsk auf einer Höhe von etwa 500 m in den äußersten nordwestlichen Ausläufern des Ostsajan. Er fließt anfangs in überwiegend nordöstlicher Richtung. Bei der Ortschaft Seledeewo kreuzt die Transsibirische Eisenbahn den Flusslauf, bei Maly Kemtschug die Fernstraße R255 (Nowosibirsk – Irkutsk). Weitere Ortschaften am oberen Flusslauf sind Gladkoe, Nikolskoe und Medweda. Der Kleine Kemtschug durchfließt eine Taiga-Landschaft und bildet dabei zahlreiche enge Flussschlingen aus. Im Mittellauf wendet sich der Fluss in Richtung Nordnordwest, im Unterlauf nach Nordwesten. Der Kleine Kemtschug trifft schließlich auf einer Höhe von 214 m auf den weiter westlich fließenden Kemtschug.

## Hydrologie
Das Einzugsgebiet des Kleinen Kemtschug umfasst etwa 2510 km². Bei der Ortschaft Maly Kemtschug wurde zwischen 1955 und 1994 der Abfluss gemessen. Etwa 60 Prozent des Jahresabflusses wurden dabei im Monat Mai gemessen.